# Ib Friis
Ib Friis (Svendborg, 12 januari 1945) is een Deense botanicus.
In 1970 studeerde hij af aan de Københavns Universitet in de biologie. In 1985 promoveerde hij aan de Uppsala universitet op het proefschrift Studies in Tropical African Urticaceae and Moraceae. In 1992 promoveerde hij aan de Københavns Universitet op het proefschrift The forest tree flora of Northeast Tropical Africa (Ethiopia, Djibouti and Somalia).
Van 1970 tot 1974 was hij universitair docent aan de afdeling plantkunde van de Københavns Universitet. Van 1974 tot 1987 had hij hier de functie van universitair hoofddocent. Van 1987 tot 1993 had hij deze functie bij het Botaniske Museum. Vanaf 1993 is hij hier hoogleraar. Tevens is hij beheerder van het herbarium van vaatplanten.
Friis doet onderzoek naar de taxonomie van vaatplanten, vooral van de orde Urticales. Daarnaast doet hij onderzoek naar vaatplanten uit Afrika en dan vooral planten uit de Hoorn van Afrika, de plantengeografie en plantenbiodiversiteit van Afrika (waaronder de floristiek van varens uit Ethiopië) en de ecologie van Afrikaanse vegetatie, vooral van bossen en savannes. Andere onderzoeksonderwerpen betreffen botanische nomenclatuur en de geschiedenis van de plantkunde, vooral die van de botanische exploraties van Afrika. Hij heeft veldwerk verricht in landen als Ethiopië, Eritrea, Kenia, Oeganda, Tanzania, Soedan, Somalië en Thailand.
Friis is (mede)auteur van meer dan honderd artikelen in tijdschriften als Kew Bulletin, Nordic Journal of Botany en Willdenowia. Hij is (mede)auteur van meer dan honderd botanische namen. Hij is betrokken bij het project Flora of China, waarvoor hij de familie Urticaceae mede heeft beschreven. Samen met Paul Hulton en F. Nigel Hepper is Friis auteur van het boek Luigi Balugani's drawings of African plants uit 1991.
In 1990 werd Friis gekozen als lid van de Kongelige Danske Videnskabernes Selskab.